# Bartrobbe
Die Bartrobbe (Erignathus barbatus) ist nach dem Walross eine der größten arktischen Robben und hat ihren Namen wegen ihrer auffallend langen weißen Barthaare.

## Merkmale
Die Farbe des Pelzes ist bei männlichen und bei weiblichen Bartrobben am Rücken dunkelgrau, auf der Bauchseite etwas heller. Zwischen März und August kommt es zum Fellwechsel. Während des Winters durch sehr dickes Unterhautfettgewebe gegen die arktischen Witterungsbedingungen geschützt, wirkt die Bartrobbe recht plump und ihr Kopf verhältnismäßig klein. Sie wiegt dann bis zu 360 Kilogramm, während sie in den Sommermonaten bei viel geringerem Fettgewebe nur noch bis zu 230 Kilogramm Gewicht hat; das Unterhautgewebe macht 30 bis 40 Prozent des Körpergewichts aus. Ihre durchschnittliche Länge beträgt etwa zweieinhalb Meter. Charakteristisch sind nahezu rechteckig geformte Vorderflossen, deren Jahresringe auf das Alter schließen lassen (Höchstalter etwa 30 Jahre).

## Lebensraum

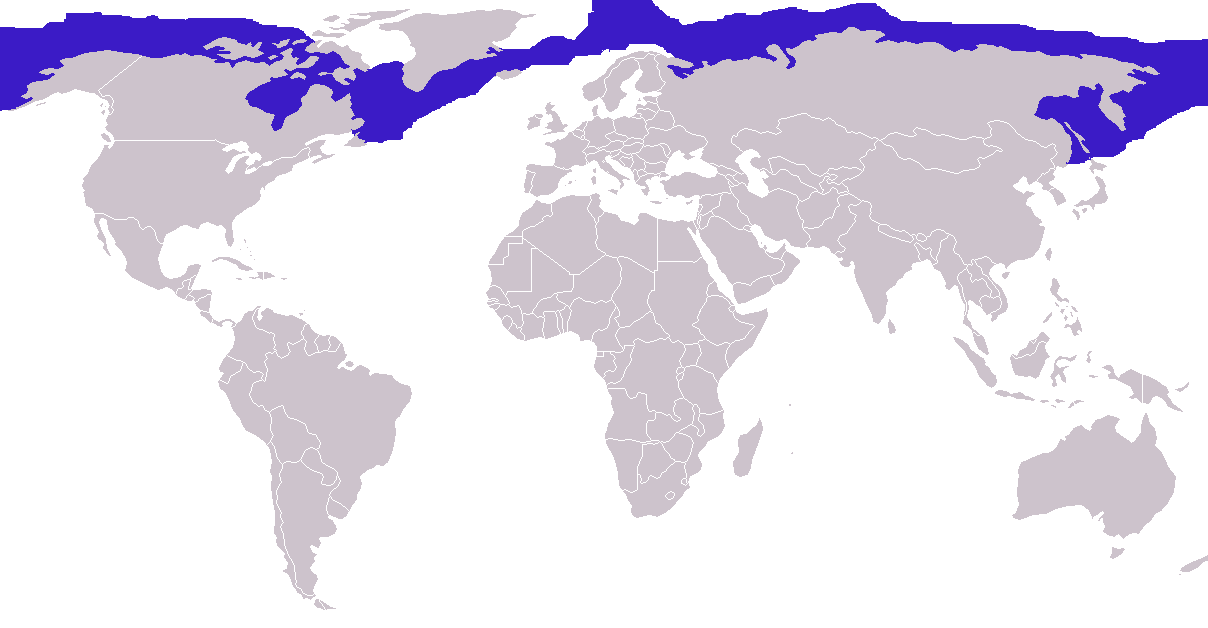
Verbreitungsgebiet (blau) der Bartrobbe

Lebensraum der Bartrobben sind das ganze Jahr über die zirkumpolaren arktischen Treibeisgebiete. Besonders häufig kommen sie im Beringmeer vor, doch ist auch die Zahl von etwa 300.000 in kanadischen Gewässern lebenden Bartrobben nicht unbeträchtlich.

## Lebensweise
Gewöhnlich leben Bartrobben einzelgängerisch. Sie halten sich bevorzugt in unmittelbarer Nähe offenen Wassers, vor allem auf treibendem Packeis, wo ihnen Spalten und Polynyas Fluchtwege und Öffnungen zum Atmen bieten und Eisbären, ihre natürlichen Feinde, sie nicht erjagen können. Im Winter sind die Bartrobben zwar generell in der Lage, sich auch unter geschlossener Eisdecke aufzuhalten und Atemluft durch von ihnen im Eis offen gehaltene Atemlöcher zu beziehen, doch bevorzugen sie dabei Meeresregionen mit dünnerem Eis, das sie mit Kopfstößen aufbrechen können. Gelegentlich haben sich Bartrobben im Winter bis an mitteleuropäische Küsten und sogar bis Nordspanien verirrt.
Fühlen die Tiere sich ungestört, schwimmen sie mit Kopf und Rücken über der Wasseroberfläche; beim Schlafen lassen sie sich vertikal mit aus dem Wasser ragender Schnauze treiben.
Als Jagdgebiet ziehen Bartrobben flachere Gewässer vor, doch können sie bis in Tiefen von 220 Metern tauchen. Zur Nahrung dienen ihnen auf dem Meeresboden lebende Organismen, die sie mit ihren Barthaaren aufspüren, zum Beispiel Krebstiere, Muscheln und Schnecken, doch nehmen sie sich auch kleinere Fische zur Beute.
Männliche Bartrobben lassen unter Wasser vokalreiche Gesänge ertönen, die denen der Wale nicht unähnlich sind und die auf eine komplexe soziale Struktur unter den Tieren verweisen. Im April und Mai erreichen diese Gesänge ihren Höhepunkt, vermutlich zwecks Abgrenzung der Reviere und Werbung um die Weibchen. Die Paarungszeit liegt Mitte Mai. Die Einnistung der befruchteten Eizelle erfolgt erst zwei Monate später, und die Tragezeit beträgt dann elf Monate. Die jungen Bartrobben werden Ende April bis Anfang Mai auf dem Eis geboren. Während der Säugezeit von 12 bis 18 Tagen besteht eine sehr enge Mutterbindung, danach werden die nun schwimmfähigen Jungen jedoch sich selbst überlassen. Die mit etwa sechs Jahren geschlechtsreifen Weibchen gebären gewöhnlich in ein- bis zweijährigem Rhythmus.

## Parasiten
Die Bartrobbe ist einer der Wirte für die Seehundlaus Echinophthirius horridus.

## Bartrobbenjagd

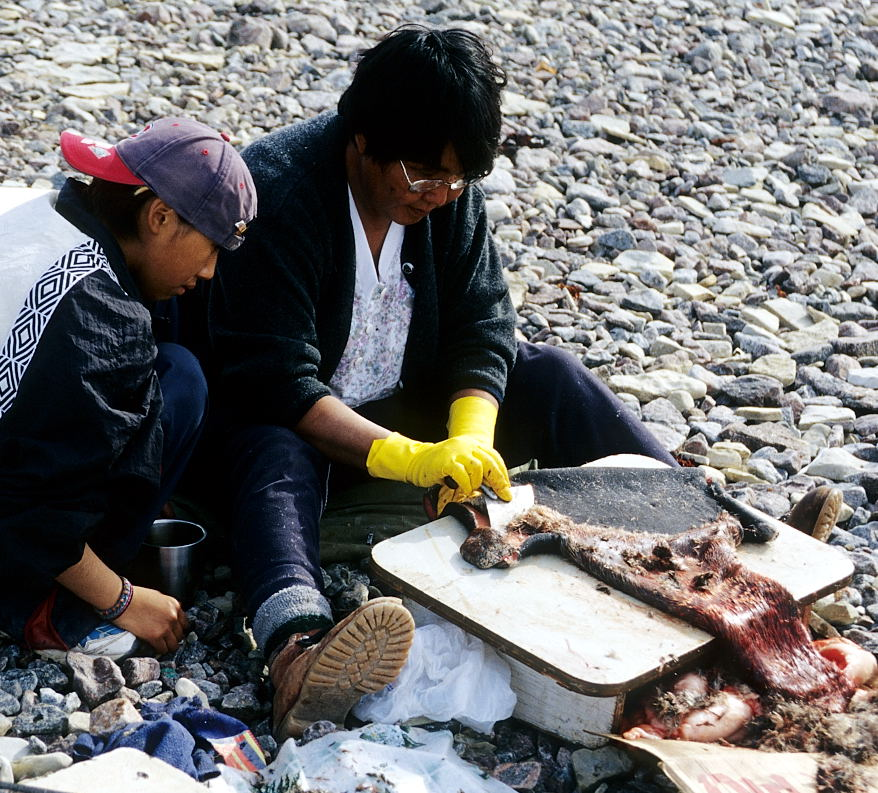
Inuit-Frau bei der Bearbeitung eines Bartrobbenfells in einem Camp auf der Baffin-Insel am Foxe-Becken

Jährlich werden schätzungsweise 10.000 Bartrobben erlegt, weil sie für die Eskimos nach wie vor wegen ihrer festen und doch flexiblen Haut und auch wegen ihres als Nahrung für Menschen und Hunde geeigneten Fleisches von Bedeutung sind. Die Haut diente früher als Bezugsmaterial für Kajaks und Qarmaqs (Erdsodenhütten) sowie zur Herstellung von Seilen und für Besohlen von Fellstiefeln („Kamit“). Letztere werden auch heute noch aus diesem Material hergestellt.
Infolge ihrer einzelgängerischen Lebensweise und ihres im Handel weniger geschätzten Pelzes war diese Robbenart von Pelzjägern nie massenhaft erlegt worden und deshalb in ihrem Bestand auch nicht gefährdet.